# نمایه استنادی علوم انسانی و هنر
نمایه استنادی علوم انسانی و هنر (به انگلیسی: Arts and Humanities Citation Index) یا A & HCI، همچنین به عنوان جستجو علوم انسانی و هنر شناخته می‌شود. که یک نمایه استنادی، با چکیده و نمایه سازی برای بیش از ۱،۳۰۰ مجلات علوم انسانی و هنر است، و رشته‌هایی را که شامل مجلات علوم اجتماعی و طبیعی است، پوشش می‌دهد. بخشی از این پایگاه داده از مطالب کنونی سوابق مشتق شده‌است.

موضوعات تحت پوشش آن عبارتند از هنر، علوم انسانی، زبان (از جمله زبان شناسی)، شعر، موسیقی، آثار کلاسیک، تاریخ، مطالعات شرقی، فلسفه، باستان شناسی، معماری، تاریخ، مذهب، تلویزیون، تئاتر، رادیو و....

منابع یا استنادهایی که قادر است پوشش دهد شامل مقالات، نامه‌ها، سرمقاله، خلاصه جلسه، اشتباهات، شعر، داستان کوتاه، نمایشنامه، نمرات موسیقی، گزیده‌ای از کتاب‌ها، گاهنگاری، کتابشناسی، و همچنین استنادها به بررسی کتاب، فیلم، موسیقی، و اجرای تئاتر.
این بانک اطلاعاتی به صورت آنلاین از طریق وب آو ساینس قابل دسترسی است. و دسترسی به اطلاعات کتابشناختی در حال حاضر و گذشته نگر و استناد را هم فراهم می‌کند.

براساس تامسون رویترز، به جستجو علوم انسانی و هنر، می‌توان دسترسی داشت از طریق محاوره، دیتا استار و اسی ال سی با به روزرسانی هفتگی و بایگانی شماره‌های پیشین مجلات تا ۱۹۸۰ است.